# Jørgen Henriksen
Jørgen Henriksen (Frederiksberg, 16 luglio 1942) è un allenatore di calcio ed ex calciatore danese, di ruolo portiere.

## Carriera

### Calciatore

#### Club
Henriksen inizia la carriera nel Hvidovre, con cui nella 1. division 1965 ottiene il quinto posto finale, mentre nella seconda la vittoria del torneo, primo titolo della squadra rossoblù.
Nella 1. division 1967 ottiene il quarto posto finale, mentre nella Coppa dei Campioni 1967-1968, raggiunge gli ottavi di finale del torneo, eliminato dagli spagnoli del Real Madrid.
Nel 1968 si trasferisce in America, ingaggiato dagli statunitensi del Washington Whips, con cui non giocherà alcuna partita ufficiale, passando nel corso della stagione ai Boston Beacons, entrambe partecipanti alla prima edizione della North American Soccer League. Henriksen con i Beacons chiuse la stagione al quinto ed ultimo posto della Atlantic Division.
Terminata l'esperienza americana torna all'Hvidovre, con cui gioca altre due stagioni nella massima serie danese,
Nel 1970 si trasferisce nei Paesi Bassi per giocare con l'Utrecht, con cui ottiene il nono posto nell'Eredivisie 1970-1971. 
Con l'Utrecht gioca sei stagioni nella massima serie olandese, ottenendo come miglior piazzamento il sesto posto nell'Eredivisie 1971-1972 e raggiunge le semifinali di Coppa d'Olanda 1973-1974.
Nel 1976 ritorna al Hvidovre, con cui chiuderà la carriera agonistica nel 1978. Henriksen ha giocato in totale nelle tre esperienze con il club di Hvidovre 135 incontri.

#### Nazionale
Henriksen ha giocato 5 incontri con la nazionale danese tra il 1967 ed il 1972. Tra le varie partite disputate, è da ricordare la vittoria in amichevole del 23 agosto 1967 per 14 a 2 contro l'Islanda, che è la peggior sconfitta in assoluto della nazionale di Reykjavík.

## Statistiche

### Cronologia presenze e reti in nazionale
| Cronologia completa delle presenze e delle reti in nazionale ― Danimarca | Cronologia completa delle presenze e delle reti in nazionale ― Danimarca | Cronologia completa delle presenze e delle reti in nazionale ― Danimarca | Cronologia completa delle presenze e delle reti in nazionale ― Danimarca | Cronologia completa delle presenze e delle reti in nazionale ― Danimarca | Cronologia completa delle presenze e delle reti in nazionale ― Danimarca | Cronologia completa delle presenze e delle reti in nazionale ― Danimarca | Cronologia completa delle presenze e delle reti in nazionale ― Danimarca |
| Data                                                                     | Città                                                                    | In casa                                                                  | Risultato                                                                | Ospiti                                                                   | Competizione                                                             | Reti                                                                     | Note                                                                     |
| ------------------------------------------------------------------------ | ------------------------------------------------------------------------ | ------------------------------------------------------------------------ | ------------------------------------------------------------------------ | ------------------------------------------------------------------------ | ------------------------------------------------------------------------ | ------------------------------------------------------------------------ | ------------------------------------------------------------------------ |
| 25-6-1967                                                                | Copenaghen                                                               | Danimarca                                                                | 1 – 1                                                                    | Svezia                                                                   | Campionato nordico di calcio 1964-1967                                   | -1                                                                       | 5’                                                                       |
| 23-8-1967                                                                | Copenaghen                                                               | Danimarca                                                                | 14 – 2                                                                   | Islanda                                                                  | Amichevole                                                               | -2                                                                       | 85’                                                                      |
| 7-6-1972                                                                 | Copenaghen                                                               | Danimarca                                                                | 3 – 0                                                                    | Finlandia                                                                | Campionato nordico di calcio 1972-1977                                   | -                                                                        |                                                                          |
| 29-6-1972                                                                | Malmö                                                                    | Svezia                                                                   | 3 – 2                                                                    | Danimarca                                                                | Campionato nordico di calcio 1972-1977                                   | -2                                                                       |                                                                          |
| 4-10-1972                                                                | Copenaghen                                                               | Danimarca                                                                | 1 – 1                                                                    | Svizzera                                                                 | Amichevole                                                               | -                                                                        |                                                                          |
| Totale                                                                   |                                                                          | Presenze                                                                 | 5                                                                        |                                                                          | Reti                                                                     | -6                                                                       |                                                                          |

### Allenatore
Lasciato il calcio giocato ha lavorato come allenatore dei portieri e poi come vice-allenatore nei danesi del Brøndby.

## Palmarès
- Campionato danese: 1

Hvidovre: 1966